# Замок Райнсберг
Райнсберг — замок в одноимённом селе (земля Саксония, Германия). Построен в XII веке, предположительно по заказу одного немецкого дворянина.
Замок Райнсберг (Schloss Reinsberg) не следует путать с Рейнсбергским дворцом (Schloss Rheinsberg) в Бранденбурге.

## История
Доподлинно неизвестно, по чьему заказу был построен замок Райнсберг. Однако, большинство источников сходятся во мнении, что замок построен по заказу немецкой дворянской семьи (нем. Regensberg), замок становится их местом жительства в конце XII века. переходя в собственность из поколения в поколение. Уже в 1411 году, замок и его территорию приобретает семья Шёнберг (нем. Schönberg). Замок оставался резиденцией семьи Шёнберг более 500 лет.
В Германской Демократической Республике, замок использовался в качестве общежития для работников местного комбината. Чуть позднее Райнсберг перешёл в частную собственность, здание использовалось как отель вплоть до 1995 года. По данным на 2016 год, замок заброшен. Среди жителей села нашлись люди, готовые защищать здание от разграбления. Несмотря на это, сад замка может посетить любой желающий.

## Расположение
Райнсберг располагается на крутом склоне реки Бобрич. Вероятно, такое расположение выбрано в целях обороны. Восточную сторону замка защищал ров, который можно было пересечь только по подъёмному мосту.